# Sismografo

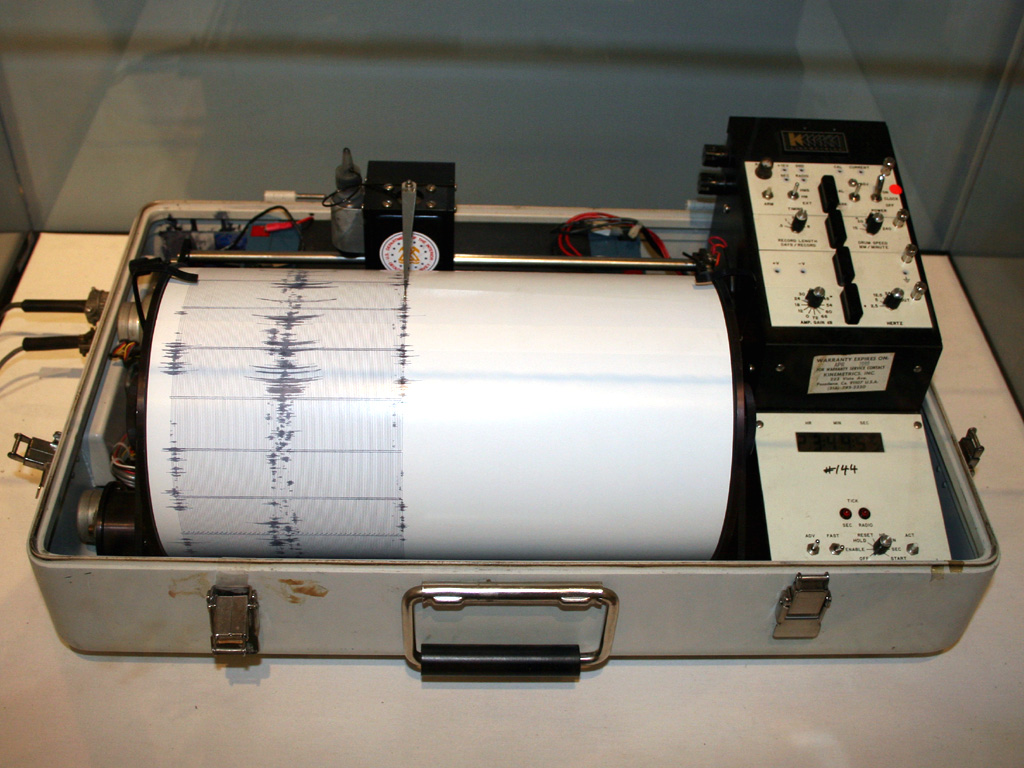
Un sismografo utilizzato dal dipartimento di stato dell'Interno USA

Il sismografo è lo strumento di misura che viene utilizzato per registrare i fenomeni sismici. Si distingue dal sismometro, strumento che effettua la sola misura e non la registrazione della stessa.
Il sismografo è costituito da una serie di elementi che consentono la rappresentazione grafica dell'andamento del segnale sismometrico nel tempo sotto forma di un sismogramma. Analizzando il sismogramma si può conoscere l'entità, la natura (con una singola stazione solo in modo parziale), e la distanza del sisma dal punto dove è avvenuta la registrazione del sismogramma stesso. 
Il sismografo deve dunque rappresentare fedelmente il movimento del suolo oppure le grandezze (accelerazione o velocità) con le quali si può in seguito estrapolare il movimento assoluto del suolo. Il sismografo è molto pesante per avvertire solo le scosse.

## Stazione sismica

Il sensore del sismogramma impazzito esce fuori dal tracciato a seguito della scossa delle 19:34 del 23 novembre 1980 in Irpinia

Una stazione sismica o stazione sismografica è l'insieme di diverse strumentazioni, adatte a misurare lo spostamento, la velocità o l'accelerazione del suolo. Una stazione sismica può essere analogica o digitale.
Normalmente una stazione sismografica è composta da più sensori disposti ortogonalmente in maniera da registrare i movimenti sui tre assi (verticale, nord-sud e est-ovest).

### Componenti
- Alimentazione = Sistema variabile per la fornitura di energia.
- Sensore o sismometro = Strumento per la misura della quantità d'interesse.
- Amplificatore e Filtro = Sistema per il condizionamento e l'isolamento dei segnali di interesse.
- Convertitore analogico digitale = Sistema per la conversione in digitale dei dati.
- Registratore (opzionale) = Sistema per la memorizzazione del segnale.
- Trasmettitore (opzionale) = Sistema per la trasmissione del segnale via radio.
- Antenna (opzionale) = Utilizzata per la trasmissione dei dati via radio.
- GPS = Sistema per il rilevamento dell'ora esatta (indispensabile) e, in aggiunta, della posizione della stazione (opzionale).

## Storia

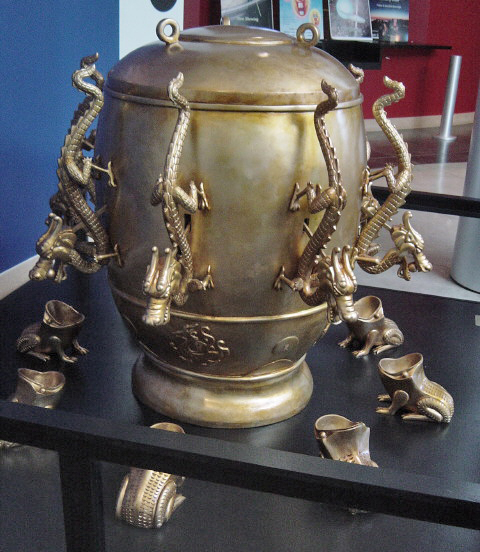
Riproduzione del sismografo di Zhang Heng

L'invenzione del primo sismografo viene spesso attribuita al cinese Zhang Heng ed è  datata 132 d.C. Il suo apparecchio aveva una struttura estremamente ingegnosa ed elegante: all'interno di un'anfora, era posizionato un pendolo che, se messo in oscillazione da una scossa sismica, urtava alcune levette. Tali levette erano otto, disposte tutto intorno all'anfora, ed ognuna di esse era collegata alla riproduzione di un piccolo drago; se urtata, ne apriva la bocca, facendo cadere la pallina contenuta in un recipiente sottostante. La pallina, cadendo, faceva un rumore metallico, che fungeva da allarme.
Tuttavia, è discutibile se questo apparecchio possa essere veramente considerato un sismografo, dato che la capacità di registrazione delle scosse è quasi assente (controllando quale drago avesse aperto la bocca, si poteva intuire la direzione della scossa, ma non l’intensità, la durata e altre caratteristiche), e quindi sarebbe forse più giusto considerarlo al limite un sismoscopio.
Nel 1703 Jean de Hautefeuille costruisce un sismografo a mercurio.
In Italia, la tradizione ha sempre attribuito l'invenzione e la creazione del primo sismografo al padre benedettino don Andrea Bina. Il suo apparecchio costruito a Perugia verso la metà del Settecento, nell'ambito dei suoi studi sui terremoti, consisteva in una lunga fune appesa al soffitto di una stanza e con attaccato, all'altra estremità, un pesante masso. Tale masso aveva uno stilo nella parte inferiore, la cui punta sprofondava nella sabbia contenuta in una vaschetta, che a sua volta galleggiava in un ampio vaso pieno d'acqua. In occasione dei terremoti, il pendolo lasciava nella sabbia delle tracce da cui, come scrisse Bina stesso,
... si potrà conoscere la qualità e l'impeto delle scosse. Se il terremoto sarà stato regolare, o di ondeggiamento, rettilinei saranno li solchi, se tremulo ed irregolare saranno tortuosi; se sarà stato vorticoso...si conoscerà ciò dalla profondità a cui lo stilo sarà penetrato entro la materia molle...
I sismografi a pendolo a filo sono stati poi con il tempo sostituiti da sistemi costituiti da pendoli orizzontali, sostenuti da molle, con cui è possibile costruire strumenti di dimensioni ridotte ed elevata sensibilità.
La registrazione del movimento avveniva con sistemi meccanici composti da una trasmissione, più o meno complessa, che terminava con un pennino che registrava i movimenti su un nastro di carta mosso da un meccanismo a orologeria. Si è passati successivamente a sistemi elettromagnetici nei quali il sensore era costituito da una bobina resa solidale al pendolo e immersa nel campo di un magnete permanente mentre la registrazione veniva effettuata con un registratore a carta galvanometrico. L'inventore del sismografo elettromagnetico fu Luigi Palmieri, direttore dell'Osservatorio Vesuviano e docente all'Università di Napoli.
Attualmente i sismografi elettromagnetici si sono evoluti col l'applicazione dei computer che permettono di registrare i dati in forma digitale con dinamiche estremamente elevate e di applicare ai segnali rilevati filtraggi che permettono di eliminare le interferenze dovute ai fenomeni locali (traffico e altre attività dell'uomo) o alle caratteristiche del sistema di rilevamento (risonanza del pendolo).
La principale stazione di rilevamento dei sismi in Italia è situata nell'Istituto Nazionale di Geofisica e Vulcanologia, (INGV) dove arrivano le rilevazioni di tutte le principali stazioni d'Italia.
Esso nasce intorno al 1999 e subito assume una notevole importanza a livello europeo, anche grazie alla collaborazione con FDSN, che permette lo scambio dei dati sismografici a livello internazionale.